# Alianza FC
Alianza Fútbol Club – salwadorski klub piłkarski z siedzibą w stołecznym mieście San Salvador. Występuje w rozgrywkach Primera División. Domowe mecze rozgrywa na obiekcie Estadio Cuscatlán.

## Osiągnięcia

### Krajowe
- Primera División

| zwycięstwo (19):     | 1966, 1967, 1987, 1990, 1994, 1997, 1998 (A), 2001 (A), 2004 (C), 2011 (C), 2015 (A), 2017 (A), 2018 (C), 2019 (A), 2020 (A), 2021 (A), 2022 (C), 2024 (C), 2025 (C) |
| drugie miejsce (15): | 1971, 1973, 1976, 1979, 1985, 1992, 1993, 2002 (C), 2010 (A), 2012 (A), 2016 (A), 2017 (C), 2018 (A), 2019 (C), 2021 (C)                                             |

### Międzynarodowe
- Puchar Mistrzów CONCACAF

| zwycięstwo (1):     | 1967 |
| drugie miejsce (0): | –    |

- Copa Interclubes UNCAF

| zwycięstwo (1):     | 1997 |
| drugie miejsce (1): | 1980 |

## Historia
Klub Alianza założony został w 1960 i już kilka lat później, w 1966 i 1967 dwa razy z rzędu zdobył mistrzostwo Salwadoru. Jeszcze większe znaczenie miało zdobycie w 1967 Pucharu Mistrzów CONCACAF, którego to wyczynu udało się dokonać jak dotąd jedynie trzem klubom salwadorskim (licząc razem z Alianzą).

### Znani piłkarze w historii klubu
- Horacio Lugo
- William Chachagua
- Julio César Cortés
- Nelson Rojas
- Héctor López
- Mario Elías Guevara
- Washington de la Cruz
- Marcelo Bauza
- Jorge Salazar

## Aktualny skład
Stan na 1 października 2023.
| Nr | Poz. | Piłkarz              |
| -- | ---- | -------------------- |
| 1  | BR   | Yonatan Guardado     |
| 3  | OB   | Diego Chévez         |
| 4  | OB   | Iván Mancia          |
| 5  | OB   | Mario Jacobo         |
| 6  | PO   | Narciso Orellana     |
| 8  | PO   | Óscar Rodríguez      |
| 9  | NA   | Yerson Tobar         |
| 11 | NA   | Juan Carlos Portillo |
| 12 | OB   | William Canales      |
| 14 | PO   | Kilmar Echeverría    |
| 15 | OB   | Jonathan Jiménez     |
| 16 | OB   | Henry Romero         |

| Nr | Poz. | Piłkarz                     |
| -- | ---- | --------------------------- |
| 17 | OB   | Alexis Renderos             |
| 19 | OB   | Kevin Menjívar              |
| 21 | PO   | Marvin Monterroza (kapitan) |
| 22 | NA   | Rodolfo Zelaya              |
| 23 | NA   | Michell Mercado             |
| 25 | BR   | Mario González              |
| 26 | NA   | Ezequiel Rivas              |
| 27 | PO   | Isaac Portillo              |
| 29 | OB   | Emerson Hernández           |
| 30 | NA   | Emerson Mauricio            |
| 56 | NA   | Hamilton Benítez            |